# Равенска (Караш-Северин)
Равенска (рум. Ravensca) насеље је у Румунији у округу Караш-Северин у општини Шопоту Ноу. Село се налази на Алмашким планинама на надморској висини од 736 m.

## Историја
По "Румунској енциклопедији" место је колонизовано 1826. године. Доселиле су се чешке породице у прве 64 куће. Године 1858. види се опадање становништва; у 32 куће живи 181 житељ. Од 1863. године постоји римокатоличка капела.

## Становништво
Према подацима из 2002. године у насељу је живело 165 становника.

### Попис2002.
| Расподела становништва по националности 2002.‍ | Расподела становништва по националности 2002.‍ | Расподела становништва по националности 2002.‍ | Расподела становништва по националности 2002.‍ | Расподела становништва по националности 2002.‍ |
| --------------------------------------------- | --------------------------------------------- | --------------------------------------------- | --------------------------------------------- | --------------------------------------------- |
|                                               |                                               |                                               |                                               |                                               |
| Румуни                                        | Румуни                                        |                                               | 6                                             | 3,6%                                          |
| Чеси                                          | Чеси                                          |                                               | 159                                           | 96,4%                                         |